# Rigny-Saint-Martin
Rigny-Saint-Martin ist eine französische Gemeinde mit 50 Einwohnern (Stand 1. Januar 2022) im Département Meuse in der Region Grand Est (bis 2015 Lothringen); sie gehört zum Arrondissement Commercy und zum Gemeindeverband Commercy-Void-Vaucouleurs. 

## Geografie
Rigny-Saint-Martin liegt rund 15 Kilometer südwestlich der Stadt Toul im Süden des Départements Meuse an der Grenze zum Département Meurthe-et-Moselle. Verkehrstechnisch befindet sich die Gemeinde abseits von überregionalen Verkehrsverbindungen an der D960. Der Ort liegt an der Aroffe. Weite Teile östlich des Dorfs sind bewaldet (Bois d’en-delà, le Chênois, l’Hindelory und Forêt Dominiale de l’Essart).   
Nachbargemeinden sind Rigny-la-Salle im Westen, Nordwesten und Norden, Choloy-Ménillot im Norden, Domgermain im Norden und Nordosten, Charmes-la-Côte im Osten, Blénod-lès-Toul im Südosten, Vannes-le-Châtel und Gibeaumeix im Süden sowie Chalaines im Südwesten.

## Geschichte
Wie alle Orte der Gegend litt Rigny-Saint-Martin im Mittelalter unter Konflikten. Die schlimmsten Verwüstungen richteten der Hundertjährige Krieg und der Dreißigjährige Krieg an. Der Name der heutigen Gemeinde wurde im Jahr 1343 unter dem Namen Rigney-la-Saint-Martin erstmals in einem Dokument erwähnt. Im Mittelalter gehörte die Gemeinde zur Barrois mouvant und war Teil der Champagne. Rigny-Saint-Martin gehörte von 1793 bis 1801 zum District Gondrecourt. Zudem seit 1793 bis heute zum Kanton Vaucouleurs. Die Gemeinde ist seit 1801 dem Arrondissement Commercy zugeteilt.

## Bevölkerungsentwicklung
| Jahr                       | 1962 | 1968 | 1975 | 1982 | 1990 | 1999 | 2006 | 2011 | 2019 |
| Einwohner                  | 57   | 58   | 51   | 53   | 45   | 60   | 59   | 58   | 50   |
| Quellen: Cassini und INSEE |      |      |      |      |      |      |      |      |      |

## Sehenswürdigkeiten
- Kirche Saint-Martin aus dem 19. Jahrhundert
- Kapelle Saint-Fiacre aus dem 16. Jahrhundert im Osten der Gemeinde
- Denkmal für die Gefallenen[1]
- Wegkreuz an der Grande-Rue am südwestlichen Dorfende

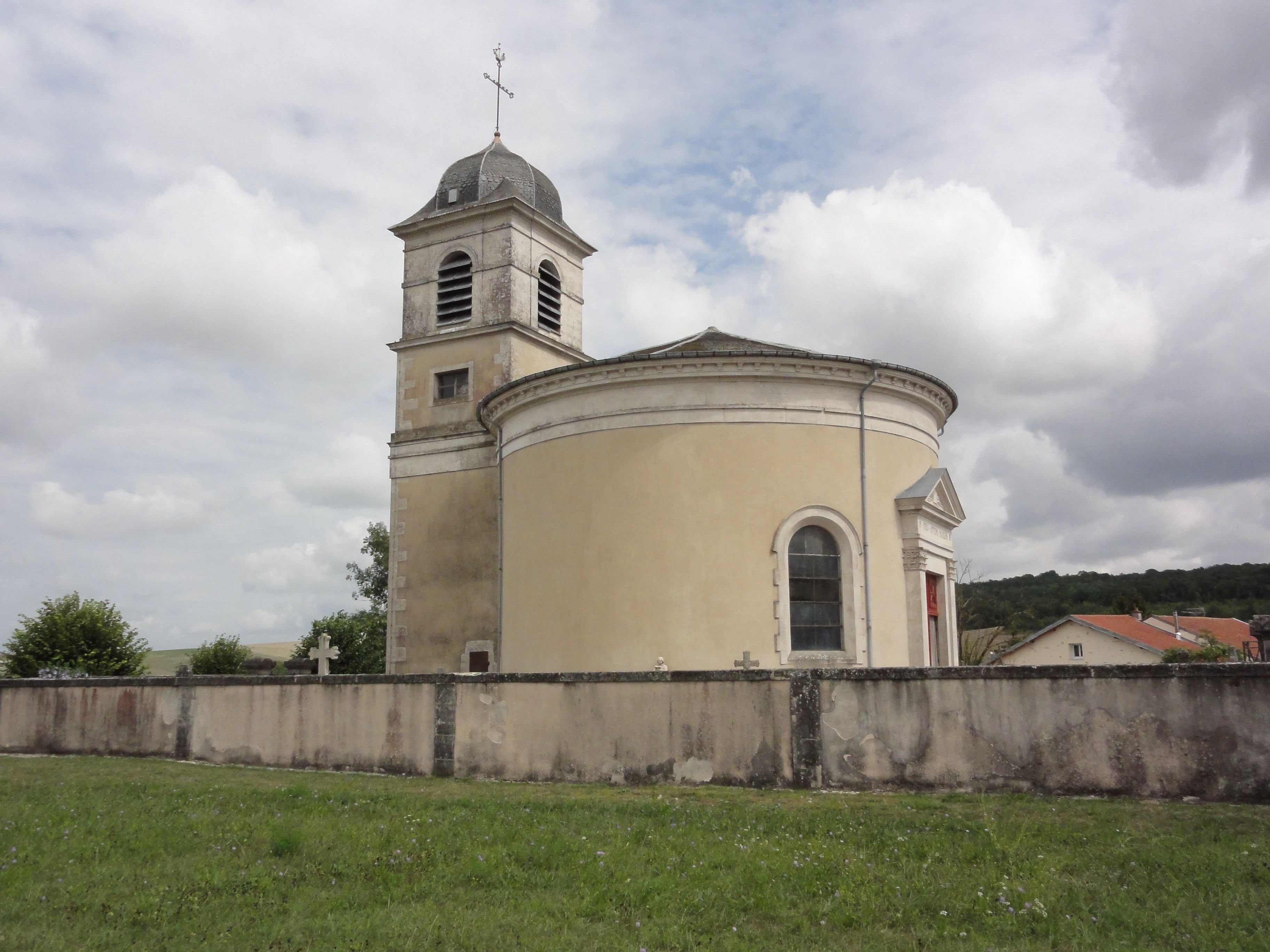
Kirche Saint-Martin
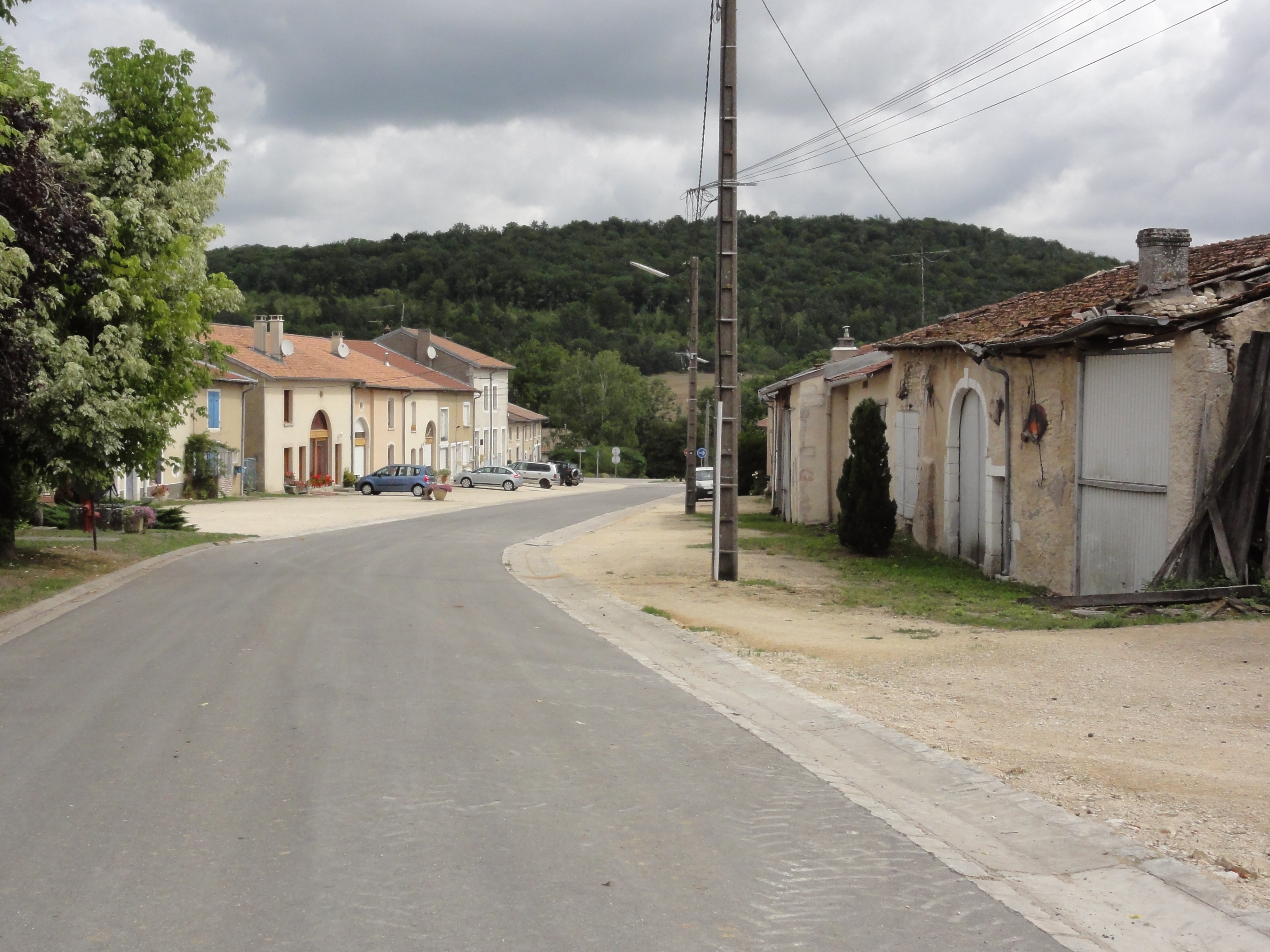
Teilansicht des Dorfs
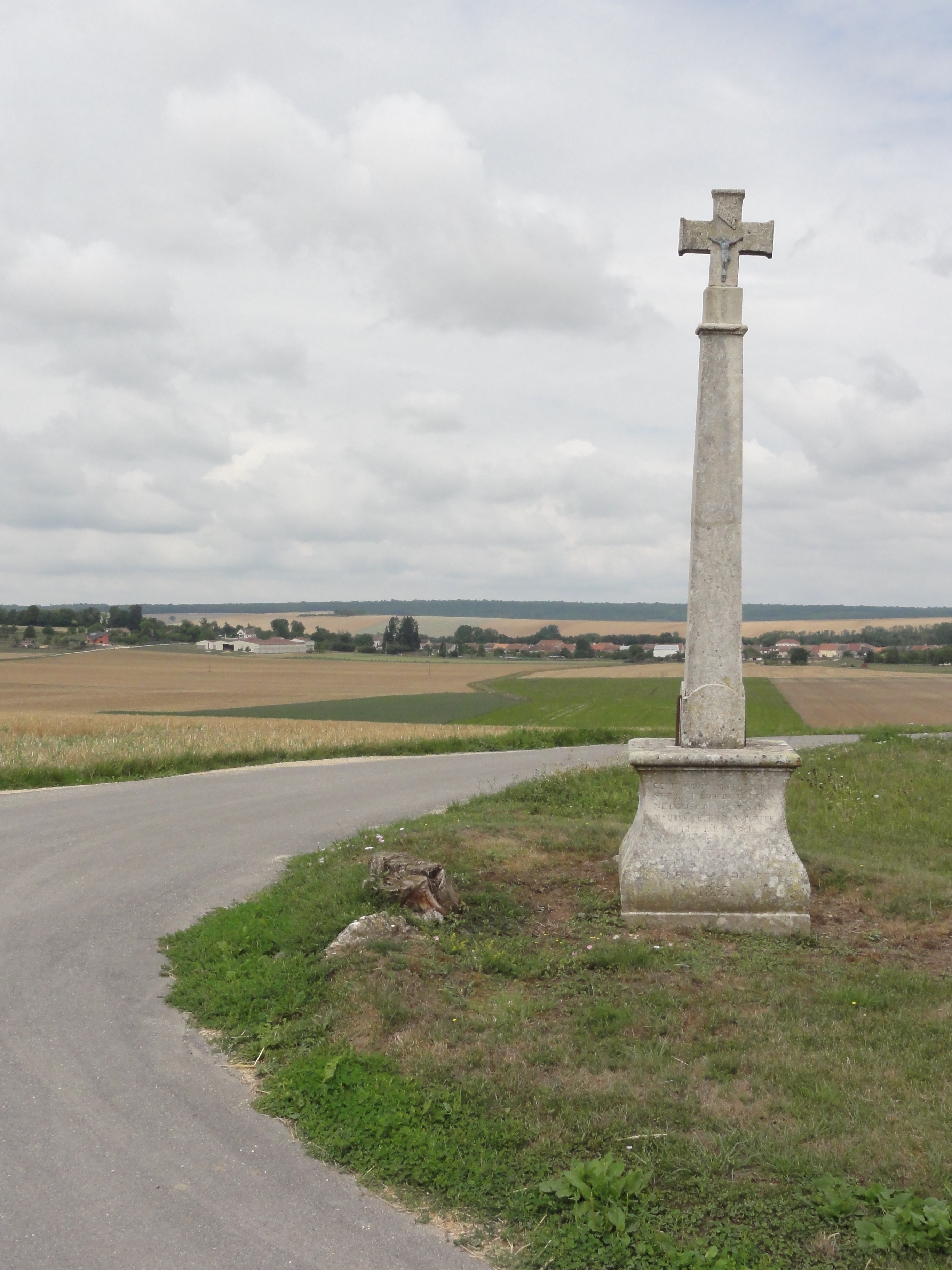
Wegkreuz an der Grande-Rue
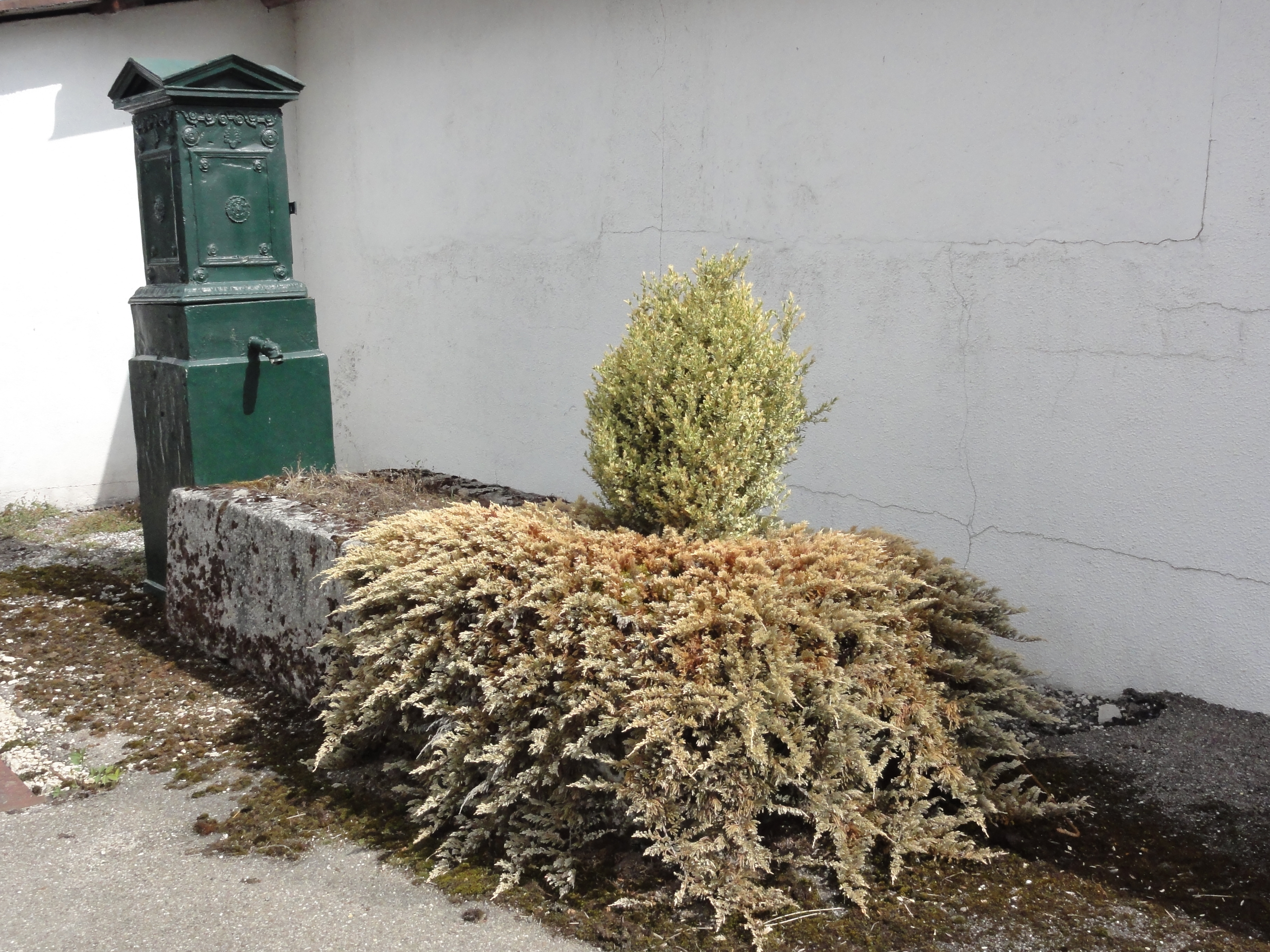
(ehemaliger) Brunnen
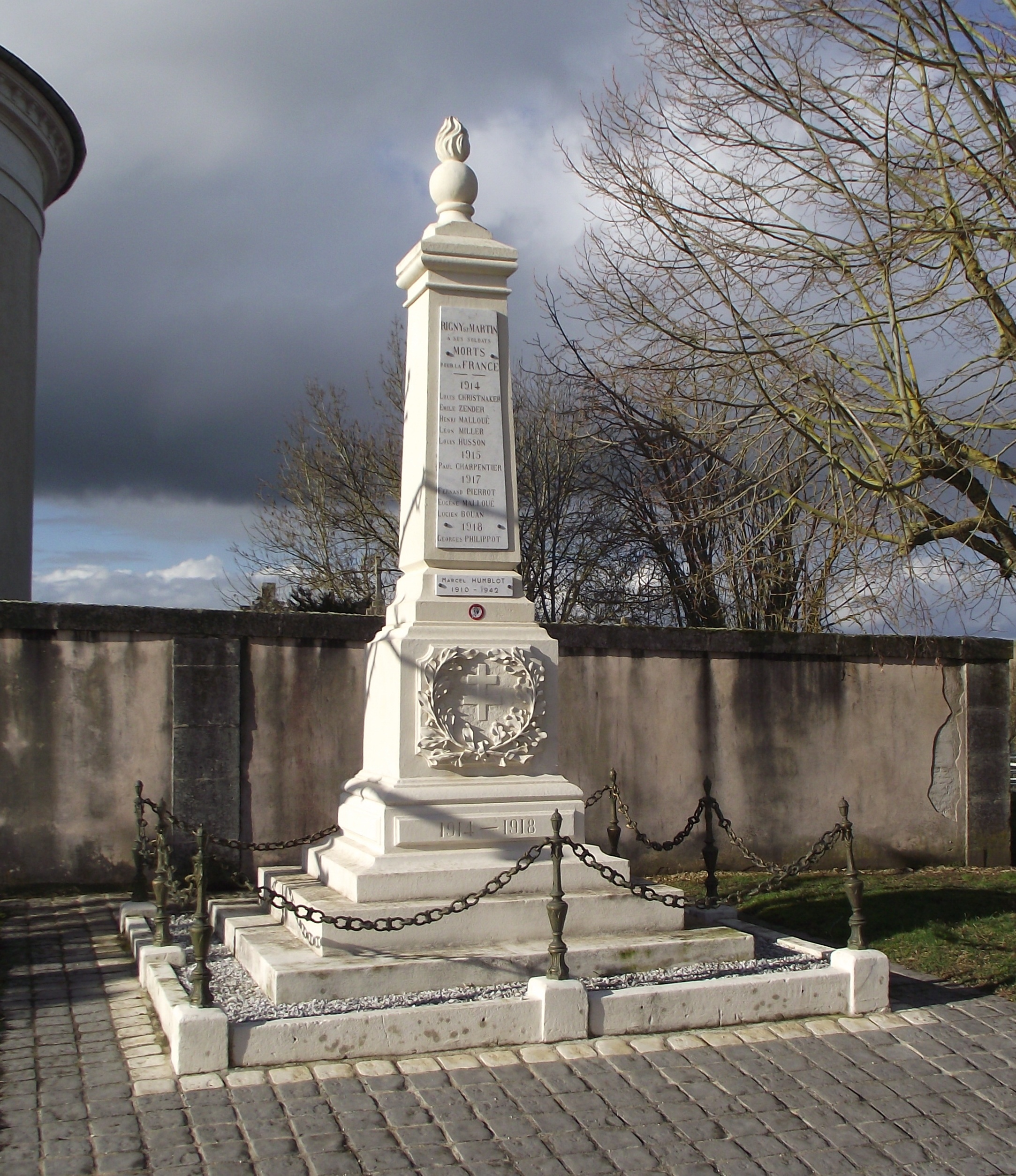
Denkmal für die Gefallenen